# 沙丘救世主
《沙丘救世主》（英語：Dune Messiah）是美國作家弗兰克·赫伯特所著的一部科幻小说，是「沙丘系列」六部小说中的第2部。最初在1969年的《銀河》杂志上连载。其美国和英国版本有不同的序章讲述前面小说的梗概。小说《沙丘救世主》和續集《沙丘之子》（1976年）被Syfy频道于2003年改编为电视迷你剧《新沙丘魔堡》。

## 梗概
在《沙丘》（1965年）中所描述的事件的12年后，保羅·亞崔迪在已知宇宙中以皇帝身份进行统治，其间经历了以他被迫接受的弗瑞曼人的救世主身份所发动的星系圣战。虽然保罗是有史以来最有权力的帝王，很有讽刺意义的是他无力阻止他自己创造的浩劫所带来的致命的宗教的泛滥。
虽然六百亿人死去了，保罗的预感幻象显示这还远非人类最坏可能的灾难。被这个知识所驱动，保罗希望将人类带到不会无法避免地走向停滞和毁灭地道路上去，为此还必须扮演帝国的统治者和弗瑞曼人宗教的领袖。
情况因为种种巨大利益牵动的阴谋而变得更为复杂，有人希望逆转将亚崔迪家族送上王位的事件，这包括了被迫退位的柯瑞诺家族的残党，失去对她们的科维扎基·哈得那奇的控制的比·吉斯特姐妹会，完全受制于保罗的宇航公会，和特雷亞拉克斯（Bene Tleilax）。亚崔迪王朝因为保罗没有后裔而岌岌可危。加妮，他的情人，被伊如兰公主秘密地下了避孕药，虽然保罗知道内情，但是他预见到他的继承人的出生会带来加妮的死亡，而他不想失去她。加妮采用一种美兰极食谱之后受孕了。
密谋者，包括凯斯·海伦·莫希阿姆，艾德雷克，一个公会领航员，斯凯特尔，一个变脸者（具有乔装成他人样貌的能力），和伊如兰，给了保罗一个他无法拒绝的礼物，一个邓肯·埃德荷的死灵，因为邓肯是他儿时的教师和朋友，这个再造人被命名为“海特”。密谋者希望海特的出现能够通过迫使保罗质疑自己和自己创建的帝国来削弱保罗的统治能力。更进一步地，保罗接受这个礼物也削弱了保罗在弗瑞曼人中的受支持程度，因为他们视特雷亚拉克斯和他们制造的工具为不洁之物。
进一步将情况复杂化的是保罗能力强大的妹妹阿丽亚身体上的成熟，她发现自己无法抵御海特（邓肯）的诱惑。阿丽亚和邓肯前去调查城市附近出现的一具女尸；海特认识到因为没有人被报告失踪意味着特雷亚拉克斯的计划中有一位妇女被一个面舞者替换了。海特利用这个机会偷偷地吻了阿丽亚。她愤怒了，但海特只是笑笑，说他并没有拿走比她给予的东西更多，她私下只能承认这个事实。
保罗要求会见莫希阿姆，她害怕自己会被杀，但是却发现保罗要和自己谈判：保罗提议通过人工受精方式提供一个自己的后代，条件是给加妮和她的孩子一条活路。莫希阿姆虽然迫切需要重新获得阿崔迪的基因用于比·吉斯特育种计划，她还是不愿打破巴特兰使用机器的禁忌。而且，她意识到这样诞生的孩子不可能称为王位的候选人，而比·吉斯特如果承认这样一个孩子的存在将威胁到她们在帝国中的地位。她决定必须和比·吉斯特在瓦拉赫IX行星上的母校咨询。
六星期之后，一位医生检视了加妮，发现她的孕情因为导入她的系统中的避孕药而变得复杂。意识到只有伊如兰可能是放药的人，加妮希望杀死她，但被保罗给阻止了。她质疑保罗是否应该继续和海特辩论，保罗回答说特雷亚拉克斯可能做得比他们自己知道的更好，所以有可能恢复海特的记忆而成为邓肯·埃德荷。
奥塞姆（保罗的死亡特种兵之一）的女儿来叫保罗秘密访问她的父亲，虽然保罗意识到她被变脸者替代了，他的预感显示揭露真相会导致他试图避免的情况。保罗被迫接收面舞者到自己家中，并访问奥塞姆。
奥塞姆揭示了弗瑞曼人中反对穆哈迪的密谋的证据，因为有些弗瑞曼人对于追随亚崔迪家族不太放心，并交给保罗他的特雷亚拉克斯仆人比加斯，他能够象录音机那样记忆面孔、名字和其他细节。保罗不情愿地接受了，他知道这是特雷亚拉克斯计划中的一条。在保罗的战士们攻击密谋者时，特雷亚拉克斯启动了熔岩弹，一种原子武器，它摧毁了房子并将保罗变瞎。保罗能够继续进行领导，因为他可以使用他早一些的神谕式的预感幻象来指导他的行动；通过和他早一些的幻象同步，他甚至可以看到他周围的世界的最微小的细节。其缺点是他如果他不愿看起来象瞎子的话就无法改变他的命运的任何一部分。
阴谋的真相显示柯巴（Korba），也就是保罗教堂的祭司，也是保罗的敌人之一，虽然柯巴试图抵赖，劝说弗瑞曼人酋长相信他的无辜，保罗来到并揭穿了他，然后柯巴由史帝加囚禁。
海特审问比加斯但比加斯利用植入再造人中的调节控制口令来控制他，并给海特编入在加妮死去时和保罗进行谈判的程序：比加斯提议让加妮作为再造人复活，并希望邓肯·埃德荷可能会苏醒，其条件是保罗牺牲王位并被放逐。海特遇到阿丽亚，她过量摄入香料以图增强她的先知幻象。她的危险激发了邓肯强烈的感情反映，而阿丽亚意识到邓肯爱她；他承认了真相。
这时消息传来，加妮在生下一对健康的双胞胎后死去，他们是莱托和甘尼玛，象他们的姑姑阿丽亚一样生来就有基因记忆（象科维扎基·哈得那奇类似的能够获得祖先记忆的能力，这是因为他们的母亲加妮在怀孕期间接触了香料精华）。消息传到保罗那里，他的反映激发了海特意识中隐藏的冲动，他试图杀死保罗。在对抗它自己的程序的过程中，海特的身体记起了自己，而一个新的混合了邓肯·埃德荷和不受特雷亚拉克斯程序控制的海特的意识生成了。保罗并未感到惊奇，他早就预见到了。
当保罗接近关键决策的时间时，他的先知视觉没用了，显示出他完全瞎了，他被推入一个死角。斯凯特尔，就是假装奥塞姆女儿的面舞者，用一把刀指着保罗的孩子的脖子。他提议复活加妮为一个再造人，条件是保罗的退位。保罗从他的新生的儿子那里接收了一个预感幻象，并借助这个视觉掷出一把匕首并杀死了斯凯特尔。
随着保罗的视觉的消失，他选择按照弗瑞曼人的传统走入沙漠，以赢得弗瑞曼人对他的孩子的忠诚，他们会继承他的王位。保罗将阿丽亚立为他的孩子的摄政王。
小说结尾，邓肯察觉到保罗和加妮的死使得他们战胜敌人的讽刺意义。邓肯意识到保罗逃脱了被神化的命运，作为一个人走入了沙漠，同时也保证了弗瑞曼人继续支持亚崔迪家族。史帝加打断了邓肯，建议他应该去看看发狂的阿丽亚，邓肯于是去安慰她。在埃德荷去安慰阿丽亚之前，史帝加告诉他他已经执行了阿丽亚处决凯斯·海伦·莫希阿姆, 艾德雷克, 柯巴, 和“一些其他人”的命令。因为阴谋的主要策划者现在都死了，保罗的孩子处于相对安全的环境中。随着保罗的家庭处于安全状态而他们值得信任的心腹掌握了权利，帝国和亚崔迪家族似乎很安定。